# Dungarvon River
Dungarvon River är ett vattendrag i Kanada.   Det ligger i provinsen New Brunswick, i den östra delen av landet, 800 km öster om huvudstaden Ottawa.
I omgivningarna runt Dungarvon River växer i huvudsak blandskog. Runt Dungarvon River är det ganska glesbefolkat, med 26 invånare per kvadratkilometer.